# 141P/Machholz
Pour les autres comètes découvertes par Donald Machholz, voir Comète Machholz.
La comète Machholz 2, officiellement 141P/Machholz, est une comète périodique du système solaire, découverte le 13 août 1994 par Donald Machholz.